# Västra Vrams distrikt
Västra Vrams distrikt är ett distrikt i Kristianstads kommun och Skåne län. 
Distriktet ligger sydväst om Kristianstad. 

## Tidigare administrativ tillhörighet
Distriktet inrättades 2016 och utgörs av socknen Västra Vram i Kristianstads kommun.
Området motsvarar den omfattning Västra Vrams församling hade vid årsskiftet 1999/2000.